# Química supramolecular

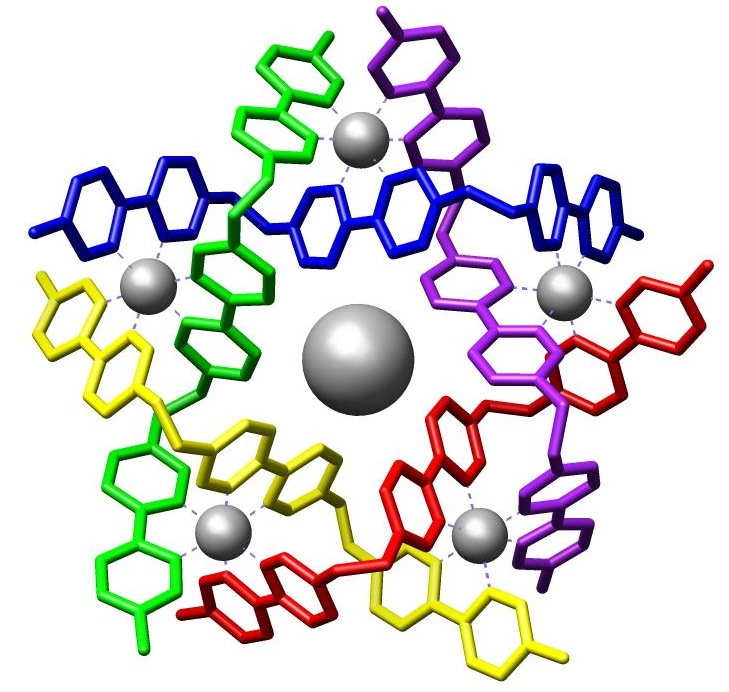
Model d'una estructura supramolecular sintetitzada per Jean-Marie Lehn i col·laboradors el 1996

La química supramolecular és la branca de la química que estudia els sistemes formats per un nombre discret de molècules lligades entre si per interaccions no covalents, com són l'enllaç d'hidrogen, les interaccions π-π, catió-π, anió-π, metall-lligand, etc.
Es tracta d'una branca de la química que transcendeix la química de l'enllaç covalent i permet construir acoblaments moleculars a escala nanomètrica. Aquesta línia d'investigació va encaminada a l'obtenció d'estructures supramoleculars funcionals. Aquestes estructures són capaces de canviar les seves propietats (longitud, forma, color ...) en funció d'un estímul exterior (fotoquímic, elèctric, un canvi de pH ...). Es tracta de predir quina estructura tindrà una supermolècula formada per agregació de molècules més petites, és a dir, saber quin tipus d'arquitectura adoptarà en funció de les característiques geomètriques, de les forces que actuaran en el seu acoblament i de la connectivitat covalent present en cada un dels components.
L'objectiu de la química supramolecular és dissenyar molècules, vertaders dispositius moleculars generadors de senyals (fotònics, electrònics o iònics) capaces d'organitzar-se, reconèixer, comunicar-se, replicar-se o regular-se talment com ho fan els sistemes biològics.

## Història

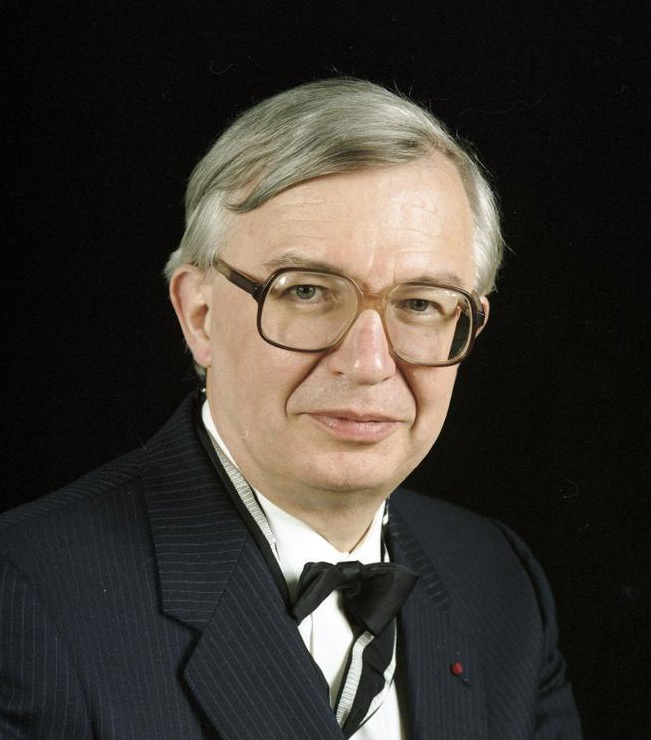
Jean-Marie Lehn

La química supramolecular sorgí en els anys 60 amb els treballs dels nord-americans Charles J. Pedersen (1904-1989) i Donald J. Cram (1919-2001), en els èters corona i esferans, respectivament, i del francès Jean-Marie Lehn (1939), que treballà amb els criptands. Aquests tres científics reberen el 1987 el Premi Nobel de Química, pel desenvolupament de la química supramolecular com un nou camp de la química. Tanmateix el terme supramolècula fou introduït en els anys 30, übermoleküle (en alemany), per definir el dímer format entre dues molècules d'àcid acètic i espècies anàlogues. No obstant això el concepte de supramolecularitat no s'utilitza en l'actualitat per a casos d'associacions entre molècules tan petites en dimensions.